# Masturbación con las nalgas

Imagen ilustrativa de una masturbación con las nalgas.

La masturbación con las nalgas (en inglés buttjob o assjob) designa una práctica sexual que consiste en que el hombre obtiene placer sexual mediante el frotamiento de su pene erecto entre las nalgas de su pareja sexual, simulando los movimientos de una penetración anal, pero sin llegar a esta, pudiendo eyacular sobre las nalgas al cabo del acto o proseguir con la penetración.

## Práctica
Para llevar a cabo este acto sexual, normalmente se requiere que la pareja sexual tenga las nalgas grandes y prominentes ya que de esta manera pueden recibir el pene de una mejor manera que si las nalgas fueran pequeñas. También es recomendable el uso de algún lubricante íntimo para hacer más fácil el frote del pene en esa zona del cuerpo. Esta actividad generalmente se considera como una práctica de sexo sin penetración o de juego previo al coito.